# John A. Alonzo
John A. Alonzo (Dallas, 12 giugno 1934 – Beverly Hills, 13 marzo 2001) è stato un direttore della fotografia e regista statunitense.
Nel periodo migliore della sua carriera ha contribuito al rinnovamento visivo del nuovo cinema hollywoodiano degli anni sessanta.
Per le immagini di Chinatown di Roman Polański è stato candidato nel 1975 ai premi Oscar e BAFTA.

## Biografia
Inizia la propria carriera professionale come operatore per la rete televisiva texana WFAA, affiliata alla NBC. In seguito realizza show di pupazzi, tra cui il fortunato El Señor Turtle, e svolge anche il ruolo di regista per programmi televisivi locali. Nel 1956 si trasferisce a Los Angeles con l'ambizione di portare a livello nazionale il successo di El Señor Turtle, ma la NBC abbandona il progetto prima che giunga in fase di realizzazione. Lavora quindi come fotografo per etichette discografiche e si cimenta come attore in film western, tra cui I magnifici sette (1960).
Nel 1964 fotografa il cortometraggio The Legend of Jimmy Blue Eyes di Robert Clouse, che si guadagna la candidatura all'Oscar al miglior cortometraggio. Gira quindi una serie di documentari per il produttore David Wolper. Completa il suo apprendistato accanto al grande James Wong Howe, vincitore di due Oscar alla migliore fotografia, lavorando come operatore alla macchina per il film Operazione diabolica (1966) di John Frankenheimer.
Esordisce come direttore della fotografia di un lungometraggio cinematografico nel 1970, con il sanguinoso gangster film Il clan dei Barker diretto da Roger Corman, per il quale realizza «una fotografia rude e moderna ma perfettamente equilibrata». L'anno successivo realizza due piccoli classici dell'epoca, il road movie ribellistico Punto zero (1971) di Richard C. Sarafian e la commedia sentimentale Harold e Maude di Hal Ashby.
Nel 1972 con Sounder inizia una collaborazione con il regista Martin Ritt che si sviluppa per un decennio e sette film, tra cui spicca Norma Rae del 1979, dal lookpseudo-documentaristico, quasi monocromatico. Nel 1974 per Chinatown di Roman Polański rivisita «il gusto figurativo del noir in una dimensione più agile e con il linguaggio della fotografia a colori, in una sinfonia di diffusione che conservava i sapori e le atmosfere misteriose di quel genere cinematografico», guadagnandosi la sua prima e unica candidatura all'Oscar. Nel 1978 esordisce alla regia con FM, cui seguono nei due anni successivi una serie di film per la televisione per i quali si occupa anche della fotografia.
Tra i lavori degli anni ottanta, si possono citare gli action tecno-futuristici Tuono blu (1983) di John Badham e Runaway (1984) di Michael Crichton e soprattutto il grandioso Scarface (1983) di Brian De Palma, regista con il quale aveva già collaborato un decennio prima per Impara a conoscere il tuo coniglio.
Negli anni novanta, ha ottenuto due candidature ai Premi Emmy per i suoi lavori televisivi World War II: When Lions Roared (1994) e Lansky - Un cervello al servizio della mafia (1999), premio poi conquistato per A prova di errore (2000) diretto da Stephen Frears.
Nel 2007 il regista tedesco Axel Schill ha realizzato un documentario su di lui, The Man Who Shot Chinatown: The Life and Work of John A. Alonzo.

## Filmografia

### Direttore della fotografia
- The Legend of Jimmy Blue Eyes, regia di Robert Clouse (1964) - cortometraggio
- Revolution in Our Time, regia di David H. Vowell (1965) (TV)
- The World of Animals: It's a Dog's World, regia di Alan Landsburg e Joseph L. Scanlan (1966) (TV)
- The Big Land, regia di David H. Vowell (1967) (TV)
- Do Blonds Have More Fun?, regia di Mel Ferber (1967) (TV)
- A Nation of Immigrants, regia di Robert Abel, Richard Shoppelry e Mel Stuart (1967) (TV)
- San Sebastian 1746 in 1968, regia di Floyd L. Peterson (1968) - cortometraggio
- The World of Animals: The World of Horses, regia di Joseph L. Scanlan (1968) (TV)
- Sophia: A Self-Portrait, regia di Robert Abel e Mel Stuart (1968) (TV)
- The World of Animals: Big Cats, Little Cats, regia di Bud Wiser (1968) (TV)
- The Moviemakers, regia di Jay Anson (1969) - cortometraggio
- The World of Peggy Lee, regia di Nick Cominos (1969) (TV)
- Il clan dei Barker (Bloody Mama), regia di Roger Corman (1970)
- Punto zero (Vanishing Point), regia di Richard C. Sarafian (1971)
- La vendetta (Revenge), regia di Jud Taylor - film TV (1971)
- Harold e Maude (Harold and Maude), regia di Hal Ashby (1971)
- Hollywood: The Dream Factory, regia di Irwin Rosten (1972) (TV)
- Impara a conoscere il tuo coniglio (Get to Know Your Rabbit), regia di Brian De Palma (1972)
- Sounder, regia di Martin Ritt (1972)
- Visions..., regia di Lee H. Katzin (1972) (TV)
- La signora del blues (Lady Sings the Blues), regia di Sidney J. Furie (1972)
- Un marito per Tillie (Pete 'n' Tillie), regia di Martin Ritt (1972)
- Voyage of the Yes, regia di Lee H. Katzin (1973) (TV)
- Wattstax, regia di Mel Stuart (1973)
- The Naked Ape, regia di Donald Driver (1973)
- Hit!, regia di Sidney J. Furie (1973)
- Guess Who's Been Sleeping in My Bed?, regia di Theodore J. Flicker (1973) (TV)
- Conrack, regia di Martin Ritt (1974)
- Chinatown, regia di Roman Polański (1974)
- Due uomini e una dote (The Fortune), regia di Mike Nichols (1975)
- Una volta non basta (Jacqueline Susann's Once Is Not Enough), regia di Guy Green (1975)
- Marlowe, il poliziotto privato (Farewell, My Lovely), regia di Dick Richards (1975)
- Sì, sì... per ora (I Will, I Will... for Now), regia di Norman Panama (1976)
- Che botte se incontri gli orsi (The Bad News Bears), regia di Michael Ritchie (1976)
- Guardate cosa è successo al figlio di Rosemary (Look What's Happened to Rosemary's Baby), regia di Sam O'Steen (1976) (TV)
- Al di là della ragione (Beyond Reason), regia di Telly Savalas (1977)
- Black Sunday, regia di John Frankenheimer (1977)
- Which Way Is Up?, regia di Michael Schultz (1977)
- Ultimo handicap (Casey's Shadow), regia di Martin Ritt (1978)
- A proposito di omicidi... (The Cheap Detective), regia di Robert Moore (1978)
- Champions: A Love Story (1979) (TV) - anche regia
- Norma Rae, regia di Martin Ritt (1979)
- Portrait of a Stripper (1979) (TV) - anche regia
- Tom Horn, regia di William Wiard (1980)
- Belle Starr (1980) (TV) - anche regia
- Vai con amore (Blinded by the Light) -film TV (1980) - anche regia
- Back Roads, regia di Martin Ritt (1981)
- Zorro mezzo e mezzo (Zorro, the Gay Blade), regia di Peter Medak (1981)
- The Kid from Nowhere, regia di Beau Bridges (1982) (TV)
- Tuono blu (Blue Thunder), regia di John Badham (1983)
- La foresta silenziosa (Cross Creek), regia di Martin Ritt (1983)
- Scarface, regia di Brian De Palma (1983)
- Terrore in sala (Terror in the Aisles), regia di Andrew J. Kuehn (1984)
- Runaway, regia di Michael Crichton (1984)
- Fuori controllo (Out of Control), regia di Allan Holzman (1985)
- Jo Jo Dancer, Your Life Is Calling, regia di Richard Pryor (1986)
- Niente in comune (Nothing in Common), regia di Garry Marshall (1986)
- Real Men - Noi uomini duri (Real Men), regia di Dennis Feldman (1987)
- Overboard - Una coppia alla deriva (Overboard), regia di Garry Marshall (1987)
- Roots: The Gift, regia di Kevin Hooks (1988) (TV)
- Il corpo del reato (Physical Evidence), regia di Michael Crichton (1989)
- Fiori d'acciaio (Steel Magnolias), regia di Herbert Ross (1989)
- Affari sporchi (Internal Affairs), regia di Mike Figgis (1990)
- L'albero del male (The Guardian), regia di William Friedkin (1990)
- Navy Seals - Pagati per morire (Navy Seals), regia di Lewis Teague (1990)
- Moglie a sorpresa (Housesitter), regia di Frank Oz (1992)
- Fuga dal mondo dei sogni (Cool World), regia di Ralph Bakshi (1992)
- The Meteor Man, regia di Robert Townsend (1993)
- Ma chi me l'ha fatto fare (Clifford), regia di Paul Flaherty (1994)
- World War II: When Lions Roared, regia di Joseph Sargent (1994) (TV)
- Generazioni (Star Trek: Generations), regia di David Carson (1994)
- Storie d'amore (The Grass Harp), regia di Charles Matthau (1995)
- Letters from a Killer, regia di David Carson (1998)
- Lansky - Un cervello al servizio della mafia, regia di John McNaughton (1999) (TV)
- The Dancing Cow, regia di Taz Goldstein (2000) - cortometraggio
- A prova di errore (Fail Safe), regia di Stephen Frears (2000) (TV)
- The Prime Gig, regia di Gregory Mosher (2000)
- Deuces Wild, regia di Scott Kalvert (2002)

### Attore
- Ripcord – serie TV, episodio 1x12 (1961)
- The Gallant Men – serie TV, episodi 1x03-1x24 (1962-1963)

### Regista
- FM (1978)
- Champions: A Love Story (1979) (TV)
- Portrait of a Stripper (1979) (TV)
- Belle Starr (1980) (TV)
- Vai con amore (Blinded by the Light) - film TV (1980)